# Горња Љубовиђа
Горња Љубовиђа је насеље у Србији у општини Љубовија у Мачванском округу. Према попису из 2022. било је 269 становника.

## Демографија
У насељу Горња Љубовиђа живи 368 пунолетних становника, а просечна старост становништва износи 43,0 година (41,7 код мушкараца и 44,3 код жена). У насељу има 150 домаћинстава, а просечан број чланова по домаћинству је 2,95.
Ово насеље је великим делом насељено Србима (према попису из 2002. године), а у последња три пописа, примећен је пад у броју становника.
|  |

| Демографија | Демографија | Демографија |
| Година      | Становника  | Становника  |
| ----------- | ----------- | ----------- |
| 1948.       | 970         |             |
| 1953.       | 1.040       |             |
| 1961.       | 973         |             |
| 1971.       | 772         |             |
| 1981.       | 643         |             |
| 1991.       | 524         | 524         |
| 2002.       | 443         | 444         |

| Етнички састав према попису из 2002.‍ | Етнички састав према попису из 2002.‍ | Етнички састав према попису из 2002.‍ | Етнички састав према попису из 2002.‍ | Етнички састав према попису из 2002.‍ |
| ------------------------------------ | ------------------------------------ | ------------------------------------ | ------------------------------------ | ------------------------------------ |
|                                      |                                      |                                      |                                      |                                      |
| Срби                                 | Срби                                 |                                      | 437                                  | 98,64%                               |
| непознато                            | непознато                            |                                      | 6                                    | 1,35%                                |

| Година пописа     | 1948. | 1953. | 1961. | 1971. | 1981. | 1991. | 2002. |
| ----------------- | ----- | ----- | ----- | ----- | ----- | ----- | ----- |
| Број домаћинстава | 136   | 142   | 147   | 146   | 143   | 166   | 150   |

| Број чланова      | 1  | 2  | 3  | 4  | 5  | 6  | 7 | 8 | 9 | 10 и више | Просек |
| ----------------- | -- | -- | -- | -- | -- | -- | - | - | - | --------- | ------ |
| Број домаћинстава | 39 | 36 | 22 | 24 | 12 | 12 | 4 | 0 | 0 | 1         | 2,95   |

| Пол    | Укупно | Неожењен/Неудата | Ожењен/Удата | Удовац/Удовица | Разведен/Разведена | Непознато |
| ------ | ------ | ---------------- | ------------ | -------------- | ------------------ | --------- |
| Мушки  | 195    | 58               | 122          | 12             | 2                  | 1         |
| Женски | 181    | 17               | 120          | 41             | 0                  | 3         |
| УКУПНО | 376    | 75               | 242          | 53             | 2                  | 4         |

| Пол    | Укупно                    | Пољопривреда, лов и шумарство | Рибарство                            | Вађење руде и камена | Прерађивачка индустрија       |
| ------ | ------------------------- | ----------------------------- | ------------------------------------ | -------------------- | ----------------------------- |
| Мушки  | 127                       | 58                            | 1                                    | 2                    | 9                             |
| Женски | 46                        | 32                            | 0                                    | 0                    | 4                             |
| УКУПНО | 173                       | 90                            | 1                                    | 2                    | 13                            |
| Пол    | Производња и снабдевање   | Грађевинарство                | Трговина                             | Хотели и ресторани   | Саобраћај, складиштење и везе |
| Мушки  | 0                         | 37                            | 6                                    | 0                    | 7                             |
| Женски | 0                         | 0                             | 3                                    | 1                    | 1                             |
| УКУПНО | 0                         | 37                            | 9                                    | 1                    | 8                             |
| Пол    | Финансијско посредовање   | Некретнине                    | Државна управа и одбрана             | Образовање           | Здравствени и социјални рад   |
| Мушки  | 0                         | 0                             | 3                                    | 0                    | 0                             |
| Женски | 1                         | 0                             | 2                                    | 1                    | 0                             |
| УКУПНО | 1                         | 0                             | 5                                    | 1                    | 0                             |
| Пол    | Остале услужне активности | Приватна домаћинства          | Екстериторијалне организације и тела | Непознато            | Непознато                     |
| Мушки  | 1                         | 0                             | 0                                    | 3                    | 3                             |
| Женски | 0                         | 0                             | 0                                    | 1                    | 1                             |
| УКУПНО | 1                         | 0                             | 0                                    | 4                    | 4                             |